# Крістіна Роуз
Крісті́на Ро́уз (англ. Kristina Rose; нар. 14 квітня 1984 року, Сан-Дієго, Каліфорнія, США) — американська порноакторка.

## Порноіндустрія
У 18 років Роуз вже була залучена до порноіндустрії, працюючи в службі підтримки одного з порносайтів. Коли вона звільнилася з причини переїзду компанії, єдиними організаціями, які відгукнулися на її резюме, виявилися організації, пов'язані з порноіндустрією. Вона стала асистенткою фотографа, який запропонував їй стати моделлю. В першій зйомці вона взяла участь, коли їй виповнилося 23 роки.
У порнофільмах почала зніматися 2007 року, відтоді взяла участь у понад 200 картинах.
2008 року знялася у своїй першій анальній сцені у фільмі студії Elegant Angel Kristina Rose: Dirty Girl.
Її улюблені порноакторки — Дженна Гейз, Рейлін і Кессіді Рей. Найкращою подругою є порноакторка Алексіс Тексіс.

## Номінації та нагороди
- 2009 AVN Award номінація — Найкраща сцена втрьох у Sweet Cheeks 10[5]
- 2009 AVN Award номінація — Найкраща сцена лесбійського групового сексу в Squirt Gangbang 3[5]
- 2009 XRCO Award номінація — нова старлетка[6]
- 2009 Hot d'Or номінація — Найкраща американська старлетка[7]
- 2009 XBIZ Award номінація — Нова старлетка року[8]
- 2009 CAVR Award переможниця — Зірка року
- 2010 AVN Award номінація — Найкраща сцена лесбійського сексу в парі в Bitchcraft 6[9]
- 2010 AVN Award номінація — Найкраща сцена лесбійського групового сексу в Storm Squirters 6[9]
- 2010 AVN Award номінація — Найкраща анальна сцена в Kristina Rose Is Slutwoman[9]
- 2010 AVN Award номінація — Найкраща анальна сцена в Rocco Ravages LA[9]
- 2010 AVN Award номінація — Найкраща сцена подвійного проникнення в Kristina Rose Is Slutwoman[9]
- 2010 AVN Award номінація — Найкраща сцена групового сексу в Pornstar Workout[9]
- 2010 AVN Award номінація — Найкраща оральна сцена в Kristina Rose Is Slutwoman[9]
- 2010 AVN Award номінація — Найкраща підтримуюча акторка в Seinfeld: A XXX Parody[9]
- 2010 AVN Award номінація — Найкраща сцена втрьох в Kristina Rose: Dirty Girl[9]
- 2010 AVN Award номінація — Виконавиця року[9]
- 2010 XRCO Award номінація — Виконавиця року[10]
- 2010 XRCO Award номінація — «Супершльондра»[10]
- 2010 XRCO Award номінація — Найкращий анальний оргазм[10]
- 2011 AVN Award — Найкраща лесбійська сцена втрьох — Buttwoman vs. Slutwoman[11]
- 2011 AVN Award — Найкраща сцена в парі — Kristina Rose Is Slutwoman[11]
- 2011 AVN Award — Найкраща групова сцена — Buttwoman vs. Slutwoman[11]
- 2011 XRCO Award — Суперповія року[12]